# Podobwód Piekoszów Armii Krajowej
Podobwód Piekoszów – jednostka partyzancka Związku Walki Zbrojnej, a następnie Armii Krajowej. Operowała na terenie gminy Piekoszów.
Podobwód ten wchodził w skład Obwodu Kielce Inspektoratu Kieleckiego Okręgu Radom-Kielce ("Jodła") AK; kryptonim „Sokół”.
Szefem wywiadu na terytorium Podobwodu Piekoszów AK był por. Czesław Łętowski "Górnik", poległy pod Antoniowem 21 sierpnia 1944.